# 萨阿贡
萨阿贡，是西班牙卡斯蒂利亚-莱昂莱昂省的一个市镇。 总面积124平方公里，总人口2979人（2001年），人口密度24人/平方公里。